# Emscripten
Emscripten은 LLVM 컴파일러에 대한 백엔드로서 실행되는 소스 대 소스 컴파일러로서, Asm.js라는 이름의 자바스크립트 하위 집합을 생성한다. 웹어셈블리도 생성이 가능하다. 이를 통해 표준 실행 파일로서 실행되도록 설계된 애플리케이션과 라이브러리들이 클라이언트 사이드 웹 애플리케이션과 연동될 수 있게 해준다. asm.js는 브라우저에 의해 미리 컴파일이 가능한데, 이 말은 컴파일된 프로그램들이 자바스크립트로 전통적으로 작성된 것들보다 훨씬 더 빠르게 실행될 수 있음을 의미한다.
Emscripten은 언리얼 엔진 3, SQLite, MeshLab, 불릿 물리 엔진, 오토캐드, Qt 애플리케이션 프레임워크 등을 이식하기 위해 사용되고 있다.

## 같이 보기
- Asm.js
- 구글 네이티브 클라이언트 (PNaCl)
- Haxe